# 冒険小説

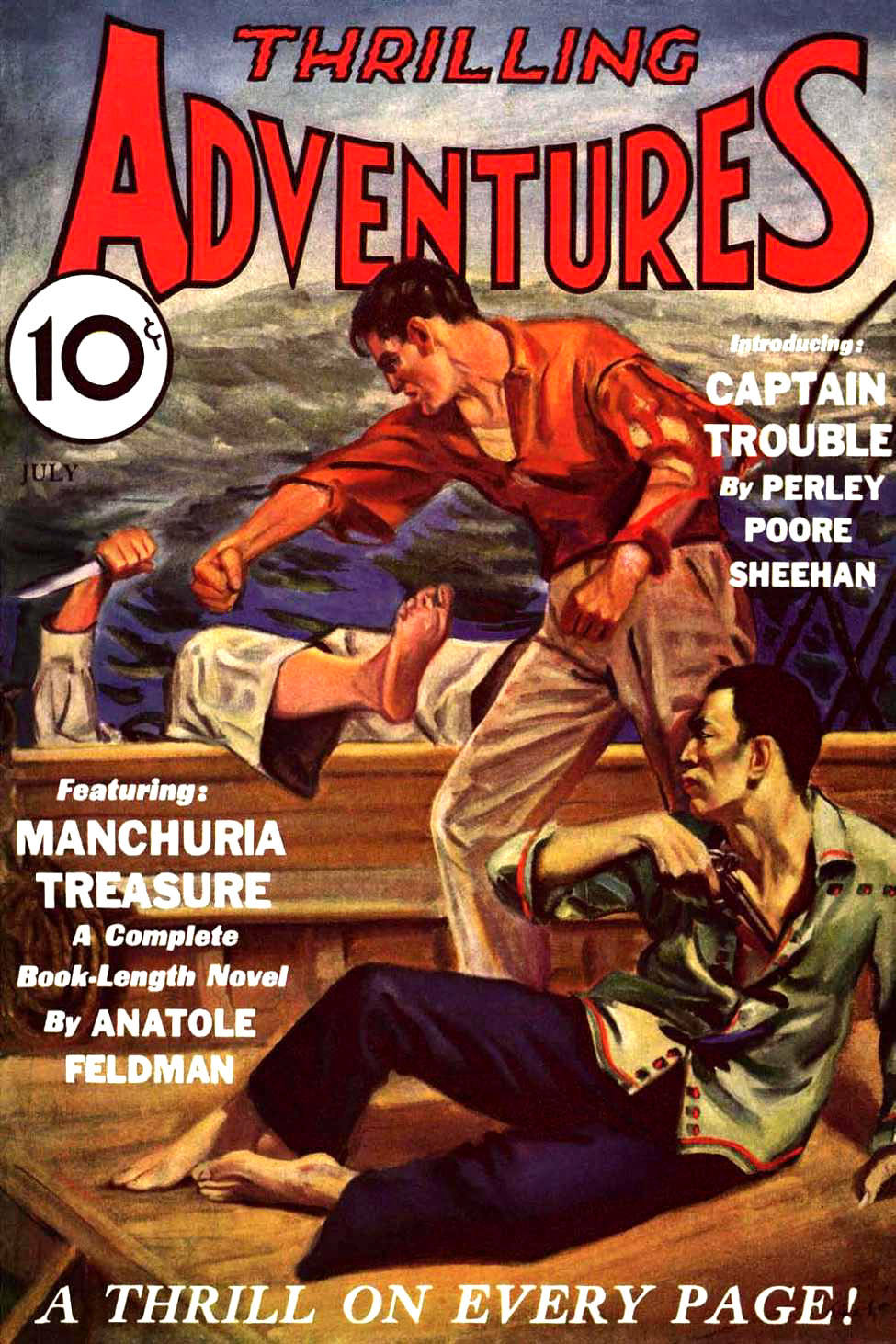
アメリカの冒険ものパルプ雑誌の表紙(1932年)

冒険小説（ぼうけんしょうせつ）は、主人公の行動が冒険的（危険を冒す）である小説。歴史的な事件や戦争、秘境などに関わるアクションを盛り込んで、読者に興奮をもたらすことが多い。SF小説や推理小説（ミステリ）、スパイ小説、海洋冒険小説・山岳冒険小説などを含むこともある。
中世ロマン小説における遍歴物語からの影響もあり、場所の移動や探索をメインプロットとする自発的な探検小説や、受動的な遭難・漂流小説も含まれる。冒険小説の3つの特徴として「エキゾチシズム」「話の新たな展開が何回もあること」「危険を冒す人物（ヒーロー）」が挙げられる。
元々「冒険」という熟語は森田思軒が『十五少年漂流記』を1896年（明治29年）に博文館の雑誌『少年世界』で連載『冒険奇談 十五少年』として英訳本からの抄訳重訳した際に造られた。

## 歴史
冒険は物語の歴史の中でもっとも古く、共通のテーマである。中世の騎士道物語もまた冒険の連続であり、古代ギリシャのヘリオドロスからハリウッド映画にいたるまで続いている。冒険小説は、敢て未知の危険を冒す主人公に特徴があり、その典型は『カサノヴァ自伝』や『トム・ソーヤーの冒険』である。エキゾチズムを持つ小説としては、ダニエル・デフォー『ロビンソン・クルーソー』(1719年)や、フェニモア・クーパー『モヒカン族の最後』(1826年)が知られ、ウージェーヌ・シューやアレクサンドル・デュマ・ペールも未知の土地の探求の物語を書いた。また次々と冒険を繰り返すヒーローとしては、ロカンボル(1857年-)や、モンテ・クリスト伯(1844年-)が現れた。

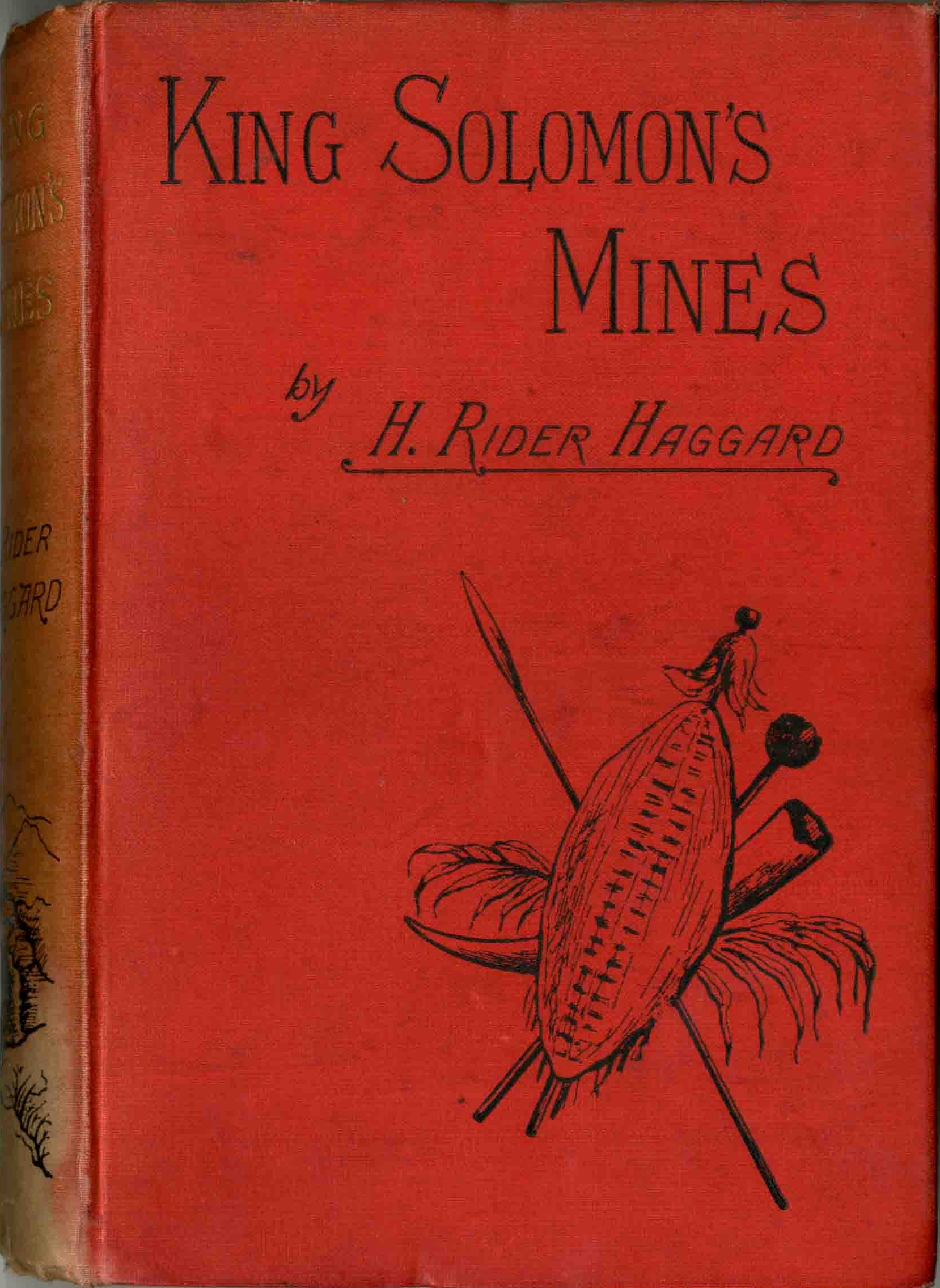
H・R・ハガード『ソロモン王の洞窟』(1887年)表紙

大衆の意識が変わった19世紀中頃以降、冒険小説は発展してきた。時代とともにその構成は、武装した騎士の物語から、ハイテクスパイ小説まで変化している。この時期の作家には、ウォルター・スコット、アレクサンドル・デュマ・ペール、ジュール・ヴェルヌ、ブロンテ姉妹、H・R・ハガード、ヴィクトル・ユーゴー、エミリオ・サルガーリ、カール・マイ、ルイ・アンリ・ブセナール、トーマス・メイン・リード、サックス・ローマー、エドガー・ウォーレス、ロバート・ルイス・スティーヴンソンなどがいる。

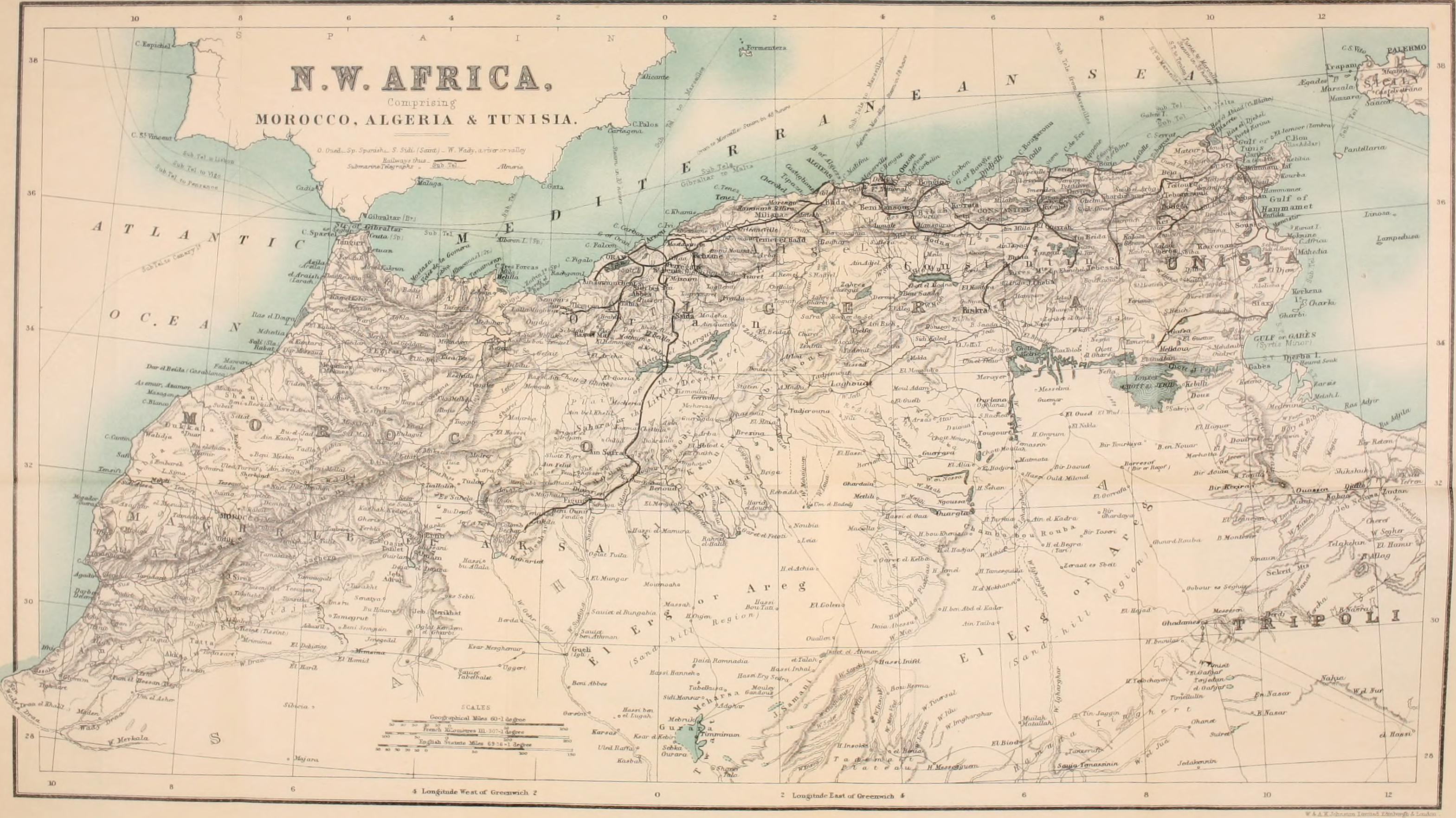
マスツーリズムを広めたトーマス・クックの旅行ガイドブック

1880年代以降では、大衆向け出版物の増大や文盲率の低下を背景に、産業革命により台頭してきた新しい大衆層が新しい読み物を求め始め、情報とセンセーショナルな内容、異国情緒や恐怖が求められたことによる。
コナン・ドイルによる歴史小説も、教条主義的な騎士道小説というだけでない、陽気で個性的な登場人物によって冒険小説としても高く評価された。
また19世紀に至るまでのグランドツアーの流行と、19世紀後半からの新たな庶民階層のマスツーリズムのブームは、H・R・ハガードやカール・マイの異国趣味溢れる秘境冒険小説が読者の興味をそそった。
19世紀末のイギリスでは、マリー・コレリやアンソニー・ホープも冒険物で高い人気を得た作家だった。
そして19世紀には多くの科学技術の知識を盛り込んだ冒険小説によってジュール・ヴェルヌが成功を収めた。
20世紀に入ると、バロネス・オルツィ、ラファエル・サバチニが騎士道型ヒーローによる冒険小説を書いたが、第一次世界大戦後に書かれたサバチニ『スカラムーシュ』(1921年)では自己懐疑的な近代的人物像による物語へと推移していき、ジェームズ・ヒルトン『鎧なき騎士』(1933年)もまた、この戦争により騎士道精神という行動規範を失った男の物語となっている。
冒険小説は、アメリカの革新主義時代から1950年代までのパルプ雑誌でポピュラーなものだった。多くのパルプ雑誌『アーゴシー』『Adventure』『ayanansari』『Top-Notch Magazine』『Short Stories (magazine)』など多くの雑誌がこの専門誌となった。この頃の有名な冒険作家としては、E.R.バローズ、タルボット・マンディ、セオドア・ロスコー、ジョンストン・マッカレー、アーサー・O.フリエル、ハロルド・ラム、カール・ジャコビ、ジョージ・F・ウォーツ、ジョルジュ・サーデズ、H・ベッドフォード=ジョーンズ、J.アラン・ダンなどがいる。
1894年に起きたドレフュス事件により、スパイの存在への関心が高まり、アースキン・チルダーズ、ジョゼフ・コンラッド、ジョン・バカンなどが、冒険小説の要素を持ったスパイ小説を執筆し、エリック・アンブラーは否応無しにスパイ活動をせざるを得なくなる「巻き込まれ型」のスパイ小説で、この時代の不安と疑惑を表現して、このジャンルを「高度な現代小説の一主流に引き上げた」とされる。
第二次世界大戦後は、アリステア・マクリーンの作品では、「弱さを抱えた無名の男たち」の極限状況におけるドラマを描いた。フランスではジョゼ・ジョヴァンニらによる暗黒小説で、暗黒街を舞台に自由を求める男たちが描かれた。1970年代になると、ドン・ペンドルトン『マフィアへの挑戦』ではベトナム戦争帰りの男を主人公の私的復讐の物語が書かれ、フレデリック・フォーサイスなどの国際謀略小説が書かれた。ジャック・ヒギンズは第二次世界大戦を舞台にした多くの戦争冒険小説を書いている。
冒険小説は、戦争小説、犯罪小説、海洋冒険小説、無人島小説（漂流者小説）、スパイ小説（ジョン・バカン、エリック・アンブラー、イアン・フレミングなど）、SF小説、ファンタジー小説（ロバート・E・ハワード、J・R・R・トールキンなどの架空世界小説を含む）、西部劇などの他ジャンルとも関連し合っている。

## 子供向け

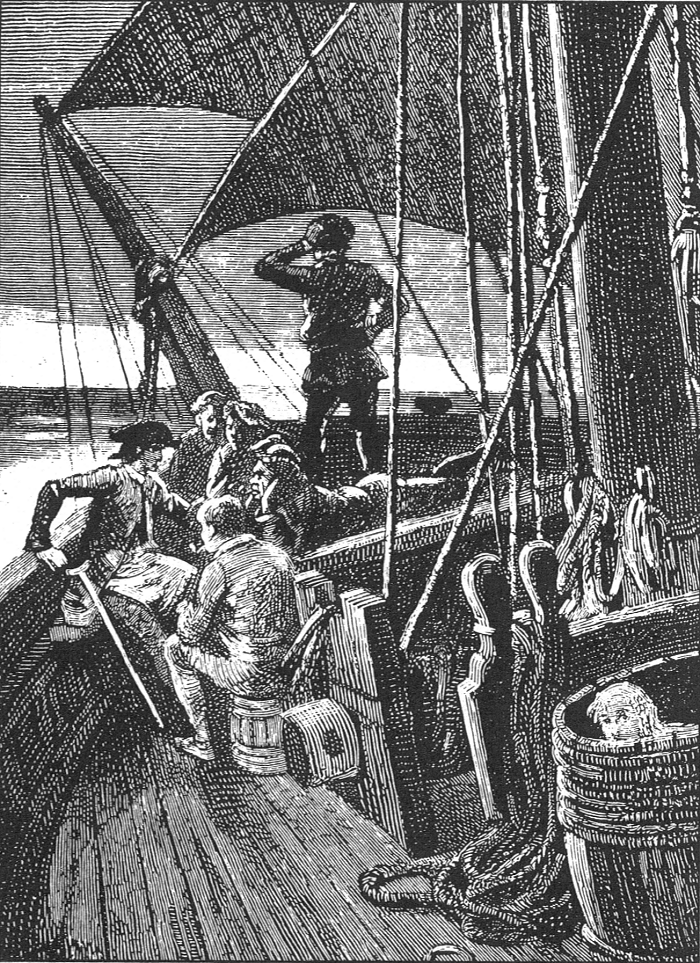
スティーブンスン『宝島』1885年版のイラスト

子供向け冒険小説は19世紀から書かれるようになり、初期の作品としてはヨハン・ダビット・ウィース『スイスの家族ロビンソン』(1812年)、フレデリック・マリアット『新しい森の子供たち』(1847年)、ハリエット・マーティノー『農夫と王子』（1856年）などがある。
ヴィクトリア朝時代にはW.H.G.キングストン、R.M.バランタイン、G.A.ヘンティらが少年向け冒険小説の分野を開拓した。
これは大人向け作品を書いている作家たちにも影響を与え、R.L.スティーヴンソンも子供向けの『宝島』(1883年)を書いた。 
第一次世界大戦後、アーサー・ランサムなどは、遠い国ではなく自国イギリスを舞台にした冒険小説を開拓し、ジェフリー・トリース、ローズマリー・サトクリフ、エスター・フォーブスらは歴史冒険小説に新しい洗練をもたらした。
ミルドレッド・D・テーラー、フィリップ・プルマンらの現代作家は、歴史冒険ものの伝統を引き継いでいる。
現代の子供向け冒険小説では、テロリズム（ロバート・コーミア『ぼくが死んだ朝』(1979年)など）や戦争（ピーター・ディキンスン『AK』(1990年)など）といった論争のある題材も扱う。

## 作家
Wikipedia内にリンク先が無い赤字作家含む著作情報は外部リンクの国立国会図書館での検索もご利用ください。

### アメリカの作家
- クライブ・カッスラー
- トム・クランシー
- ディーン・R・クーンツ
- ロバート・B・パーカー
- スティーヴン・ハンター
- アーネスト・ヘミングウェイ
- トレヴェニアン

### イギリスの作家
- パトリック・オブライアン
- ジョン・ル・カレ
- ケビン・クロスリー＝ホランド
- アーサー・コナン・ドイル
- ロバート・L・スティーブンソン
- ジャック・ヒギンズ
- イアン・フレミング
- アリステア・マクリーン
- デズモンド・バグリイ
- ギャビン・ライアル
- ボブ・ラングレー（英語版）
- ディック・フランシス
- A・J・クィネル
- バーナード・コーンウェル
- ラファエル・サバティーニ

### オーストラリアの作家
- トニー・ケンリック

### フランスの作家
- ジュール・ヴェルヌ

### 日本の作家
- 阿井渉介
- 赤城毅
- 阿武天風
- 生島治郎
- 逢坂剛
- 海野十三
- 大沢在昌
- 押川春浪
- 景山民夫
- 川又千秋
- 北方謙三
- 斎藤純
- 佐々木譲
- 笹本稜平
- 椎名誠
- 志水辰夫
- 高村薫
- 田中芳樹
- 谷甲州
- 谷恒生
- 月村了衛
- 辻真先
- C・W・ニコル
- 那須正幹
- 新田次郎
- 野村胡堂
- 馳星周
- 藤田宜永
- 船戸与一
- 南洋一郎
- 宮部みゆき
- 森詠
- 夢枕獏
- 隆慶一郎
- 楡周平
- 山中峯太郎

## 注
1. 1 2  ダニエル・コンペール『大衆小説』宮川朗子訳、国文社 2014年（第4章）
2. ↑  Green, Martin Burgess. Seven Types of Adventure Tale: An Etiology of A Major Genre. Penn State Press, 1991 (pp. 71–2).
3. ↑  Taves, Brian. The Romance of Adventure: The Genre of Historical Adventure Movies .University Press of Mississippi, 1993 (p. 60)
4. 1 2 3 4 5 6 7 8  北上次郎『冒険小説論』早川書房 1993年（I P11-278）
5. 1 2  Server,Lee. Danger is My Business: An Illustrated History of the Fabulous Pulp Magazines. Chronicle Books, 1993 (pp. 49–60).
6. ↑  Robinson, Frank M. & Davidson, Lawrence. Pulp Culture – The Art of Fiction Magazines. Collectors Press Inc. 2007 (pp. 33–48).
7. ↑  中薗英助『闇のカーニバル』時事通信社 1980年
8. ↑  Pringle, David. The Ultimate Encyclopedia of Fantasy. London, Carlton pp. 33–5
9. ↑  Hunt, Peter. (Editor).
Children's literature: an illustrated history. Oxford University Press, 1995. ISBN 0-19-212320-3  (pp. 98–100)
10. 1 2 3 4 5  Butts, Dennis,"Adventure Books" in 
Zipes, Jack, The Oxford Encyclopedia of Children's Literature. Volume One. Oxford, Oxford University Press, 2006.
ISBN 978-0-19-514656-1 (pp. 12–16).
11. ↑  Hunt, 1995, (pp. 208–9)